# Nicole Wyss
Nicole Wyss (* 1976) ist eine Schweizer Politikerin (AL). Seit 2021 ist sie Mitglied des Kantonsrats Zürich.

## Leben
Wyss studierte Journalistik und Kommunikationswissenschaft an der Universität Freiburg. Anschliessend war sie im Kulturbereich tätig.

## Politik
Seit 2014 ist Wyss Mitglied der Schulpflege Limmattal. Im August 2021 rutschte sie für den zurückgetretenen Kaspar Bütikofer als erstes Ersatzmitglied der Alternativen Liste des Wahlkreises II nach. Seit 6. September 2021 ist sie Kantonsrätin. Bei den kantonalen Wahlen 2023 wurde sie mit 2582 Stimmen wiedergewählt.